# 3441-es busz
A 3441-es jelzésű regionális autóbuszvonal Eger, Kápolna, Heves és Pély között húzódik, amelyet a MÁV Személyszállítási Zrt. üzemeltet.

## Útvonala
Az autóbuszvonal Heves vármegye megyeszékhelyét és egyik községét, Egert és Pélyt köti össze, kettő útvonalon, melynek egyikén Kerecsend, Kápolna, Kál, Erdőtelek, Tenk, Heves, Hevesvezekény és Tarnaszentmiklós; másikán ezen felül Egerszalók és Demjén településeket fűzi útvonalára.
A járatok Egeren belül a forgalmasabb; azon kívül minden állomáson és megállóhelyen megállnak. A megyeszékhelyen belül indulásukkor szétágaznak:
- egyik fele Lajosvárost érinti a 25-ös főúton és azon is marad,
- másik fele a Szépasszony-völgyet érinti, valamint Egerszalókot és Demjént közutakon. Az eltérő vonalvezetések Kerecsenden olvadnak össze.

Tovább a 3-as főúton közlekednek Kápolnára, majd a Tarna mentén Kálra, egy tanszüneti járat ellentétes irányból kitérést tesz Kompoltra is. A 3208-as mellékúton áttérnek Erdőtelekre, ami Tenken torkollik bele a 31-es főútba. Hétköznaponta egy; hétvégente kettő busz betér Átányra is, mint ahogy az összes indítás a Hevesi járás központjába, Hevesnek buszállomására.
Végsőnek kettő, Kál-Kápolna–Kisújszállás-vasútvonalon fekvő községet, Hevesvezekényt és Tarnaszentmiklóst kereszteznek, mielőtt végállomásukra érnének, a pélyi faluközpontba.

## Közlekedése
Az autóbuszjáratok a hét minden napján közlekednek, legtöbbször hétvégente. Csonkajáratok indulnak mindennap Eger és Tenk; hétköznaponta Heves és Eger között.
Eger és Heves kapcsolatát tovább emelik:
- Dormánd felé az 1362-es, 1466-os, 1517-es, 3424-es;
- Kömlő felé a 3434-es;
- azonos útvonalon a 3442-es és 3443-as autóbuszjáratok.

Eger és Pély kapcsolatát további közvetlen autóbusz nem emeli, de legalább egy hevesi átszállással tanítási naponta akár 10 alkalommal is elérhető.
Eger és Kerecsend között a 3440-es és 3450-es; Kál és Heves között a 3550-es; Heves és Pély között a 3560-as buszokkal haladnak egy úton.
| Viszonylat                          | Indításszám     | Közlekedési rend                                                    |
| ----------------------------------- | --------------- | ------------------------------------------------------------------- |
| Eger, aut. áll. → Tenk, központ     | 1 oda           | naponta                                                             |
| Eger, aut. áll. ← Heves, aut. áll.  | 1 vissza        | munkanaponta                                                        |
| Eger, aut. áll. – Pély, faluközpont | 1 vissza        | munkanaponta                                                        |
| Eger, aut. áll. – Pély, faluközpont | 3 oda, 2 vissza | szabadnaponta                                                       |
| Eger, aut. áll. – Pély, faluközpont | 2 pár           | munkaszüneti naponta, kiv. a hetek első tanítási napját megelőzőkön |
| Eger, aut. áll. – Pély, faluközpont | 2 oda, 3 vissza | a hetek első tanítási napját megelőző napokon                       |

### Járművek
Az autóbuszvonalon kizárólag szóló autóbuszok közlekednek, melyek többségében az Credo EC 12 és Credo Econell 12 járművek. Ezen kívül elvétve jelennek meg további Alfabuszok és 8500-as sorozatú, alacsonypadlós Volvók.

## Megállóhelyei
| 0                                                                                | 0                              | Eger, autóbusz-állomás végállomás            | 0.0 km | 0.0 km  | 2, 2A, 4, 5, 5A, 6, 7, 7A, 11, 12, 14, 14E, 16, 17, 112, 914 1049, 1050, 1051, 1053, 1054, 1343, 1344, 1346, 1347, 1348, 1349, 1351, 1352, 1362, 1380, 1383, 1426, 1427, 1428, 1447, 1466, 1468, 1517 3400, 3402, 3403, 3405, 3406, 3407, 3408, 3409, 3410, 3411, 3412, 3414, 3415, 3416, 3417, 3418, 3419, 3420, 3423, 3424, 3426, 3430, 3431, 3432, 3433, 3434, 3435, 3440, 3442, 3443, 3444, 3445, 3446, 3448, 3450, 3455, 3456, 3457, 3458, 3462, 3469, 3470, 3471, 3472, 3473, 3474, 3476, 3479, 3480, 3481, 3482, 3483, 3484, 3488, 3604, 3660, 3667, 4012, 4014, 4015, 4157 |
| ∫                                                                                |                                | Eger, színház (↑)                            | 0.7 km |         | 2, 2A, 7, 7A, 11, 12, 14, 14E, 17, 112 1053, 1054, 1343, 1344, 1346, 1348, 1362, 1380, 1381, 1426, 1427, 1428, 1447, 1468, 1517 3402, 3408, 3410, 3411, 3414, 3419, 3420, 3423, 3424, 3426, 3430, 3431, 3433, 3434, 3435, 3436, 3440, 3442, 3443, 3444, 3445, 3448, 3667, 4011, 4014, 4015, 4018, 4021, 4022, 4157 |
| 1                                                                                | Eger vasútállomás, bejárati út | 1.4 km                                       | 3A, 6, 11, 12, 13, 14, 14E, 112, 113 1050, 1051, 1053, 1054, 1343, 1346, 1348, 1362, 1380, 1383, 1402, 1427, 1466, 1517 3400, 3402, 3407, 3408, 3410, 3411, 3414, 3423, 3424, 3426, 3430, 3431, 3432, 3433, 3434, 3435, 3436, 3440, 3442, 3443, 3444, 3445, 3446, 3448, 3472, 3479, 3482, 3484, 3667, 4011, 4015, 4157 IR87 , személyvonat – Eger (87, 87a) |         | |
| 2                                                                                | Eger, Tompa utca               | 3.0 km                                       | 3A, 6, 11, 12, 13, 14, 14E, 16, 112, 113, 914 1050, 1051, 1053, 1054, 1343, 1346, 1348, 1362, 1380, 1427, 1466, 1517 3402, 3408, 3410, 3411, 3414, 3423, 3424, 3426, 3430, 3431, 3432, 3433, 3434, 3435, 3436, 3440, 3442, 3443, 3444, 3445, 3446, 3448, 3472, 3479, 3482, 3484, 3667, 4011, 4015, 4157                                                     |         | |
| 3                                                                                | Eger, olajmezők (↓)            | 6.1 km                                       | 1466 3430, 3431, 3433, 3440, 3442, 3443 |         | |
| 4                                                                                | Kerecsend, kertszövetkezet     | 7.3 km                                       | 3424, 3430, 3431, 3433, 3434, 3440, 3442, 3443 |         | |
|                                                                                  | 1                              | Eger, Koháry út                              | | 1.4 km  | 13, 113 1049 3407, 3450, 3454, 3455, 3456, 3457, 3458, 3462, 3660, 3469 |
| 2                                                                                | Egerszalók, központ            | 7.3 km                                       | 1049 3450, 3454, 3455, 3456, 3457, 3458, 3462, 3660 |         | |
| 3                                                                                | Egerszalók, Ady Endre út       | 8.0 km                                       | 3450 |         | |
| 4                                                                                | Egerszalók, gyógyfürdő         | 9.2 km                                       | 3450 |         | |
| 5                                                                                | Demjén, Termál-völgy           | 11.4 km                                      | 3450 |         | |
| 6                                                                                | Demjén, Petőfi út 2.           | 11.7 km                                      | 3450 |         | |
| 7                                                                                | Demjén, központ                | 12.4 km                                      | 3450 |         | |
| 8                                                                                | Demjén, Széchenyi út 68.       | 12.8 km                                      | 3450 |         | |
| 9                                                                                | Demjén, tófürdő                | 13.9 km                                      | 3450 |         | |
| 10                                                                               | Demjén, Albert major           | 14.8 km                                      | 3450 |         | |
| 5                                                                                | 11                             | Kerecsend, Fő út 60.                         | 13.7 km | 16.3 km | 1050, 1054, 1343, 1348, 1362, 1402, 1427, 1466, 1517 3423, 3424, 3430, 3431, 3432, 3433, 3434, 3440, 3442, 3443, 3444, 3445, 3446, 3448, 3450, 3667 |
| 6                                                                                | 12                             | Kerecsend, Fő út 150.                        | 14.4 km | 17.0 km | 3430, 3440, 3442, 3443, 3444, 3445, 3446, 3448, 3667 |
| 7                                                                                | 13                             | Kápolna, Dembinszky út                       | 22.7 km | 25.3 km | 1050, 1054, 1348, 1402, 1427 3442, 3443, 3444, 3445, 3446, 3448, 3456, 3667, 3683, 3684 |
| 8                                                                                | 14                             | Kápolna, Szabadság út                        | 23.9 km | 26.5 km | 3442, 3443, 3444, 3456, 3683, 3684 |
| 9                                                                                | 15                             | Kompolti elágazás                            | 25.4 km | 28.0 km | 3442, 3443, 3444, 3456, 3667, 3683, 3684 |
| Tanszünetben munkanaponta 1 járat által érintett.                                |                                |                                              | |         | |
| ∫                                                                                | ∫                              | Kompolt, templom                             | ∫ | ∫       | 3442 |
| 9                                                                                | 15                             | Kompolti elágazás                            | 25.4 km | 28.0 km | 3442, 3443, 3444, 3456, 3667, 3683, 3684 |
| 10                                                                               | 16                             | Kál-Kápolna vasútállomás, bejárati út        | 26.3 km | 28.9 km | 3442, 3443, 3456, 3667, 3683, 3684 |
| Munkanaponta 1; hétvégente 4 járat által érintett a Bejárati út megálló helyett. |                                |                                              | |         | |
| ∫                                                                                | ∫                              | Kál-Kápolna vasútállomás                     | ∫ | ∫       | 3442, 3443, 3444, 3456, 3550, 3667, 3683, 3684 expresszvonat, InterRégió, IR87 , sebesvonat, személyvonat – Kál-Kápolna (80, 102) |
| 11                                                                               | 17                             | Kál, községháza                              | 27.4 km | 30.0 km | 3442, 3443, 3444, 3456, 3550, 3667, 3683, 3684 |
| 12                                                                               | 18                             | Erdőtelek, csemegebolt                       | 32.9 km | 35.5 km | 3442, 3443, 3550 |
| 13                                                                               | 19                             | Erdőtelek vasútállomás, bejárati út          | 33.6 km | 36.2 km | 1067 3442, 3443, 3550 |
| 14                                                                               | 20                             | Erdőtelek, autóbusz-váróterem                | 34.3 km | 36.9 km | 1067, 1517 3442, 3443, 3550 |
| 15                                                                               | 21                             | Erdőtelek, Fő út 52.                         | 35.1 km | 37.7 km | 1067 3442, 3443, 3550 |
| 16                                                                               | 22                             | Tenk, faluszéle                              | 37.3 km | 39.9 km | 1067 3442, 3443, 3550 |
| 17                                                                               | 23                             | Tenk, központ vonalközi végállomás           | 38.1 km | 40.7 km | 1067, 1362, 1376, 1466, 1517 3424, 3442, 3443, 3550 |
| 18                                                                               | 24                             | Átányi elágazás                              | 40.8 km | 43.4 km | 1466, 1517 3424, 3434, 3442, 3443, 3550, 3561, 3562 |
| Hétvégente 3 járat által érintett.                                               |                                |                                              | |         | |
| ∫                                                                                | ∫                              | Átány, autóbusz-váróterem                    | ∫ | ∫       | 1066, 1068, 1069, 1075, 1443 3434, 3442, 3443, 3550, 3561, 3562 |
| 18                                                                               | 24                             | Átányi elágazás                              | 40.8 km | 43.4 km | 1466, 1517 3424, 3434, 3442, 3443, 3550, 3561, 3562 |
| 19                                                                               | 25                             | Heves vasútállomás, bejárati út              | 43.8 km | 46.4 km | 1067, 1075, 1466 3424, 3434, 3442, 3443, 3550, 3561, 3562 személyvonat – Heves (102) |
| 20                                                                               | 26                             | Heves, Egri út 30.                           | 44.2 km | 46.8 km | 3442, 3443, 3550 |
| 21                                                                               | 27                             | Heves, tópart                                | 45.2 km | 47.8 km | 1067, 1466 3424, 3434, 3442, 3443, 3550, 3561, 3562 |
| ∫                                                                                | ∫                              | Heves, Szabadság út 20.                      | 45.4 km | 48.0 km | 1517 3434, 3442, 3443, 3550 |
| 22                                                                               | 28                             | Heves, Hősök tere                            | 46.1 km | 48.7 km | 1066, 1067, 1068, 1069, 1362, 1376, 1443, 1466, 1517 3424, 3434, 3442, 3443, 3550, 3560, 3561, 3562, 3665, 3666, 3670, 3689, 3695 |
| 23                                                                               | 29                             | Heves, autóbusz-állomás vonalközi végállomás | 47.0 km | 49.6 km | 1066, 1067, 1068, 1069, 1075, 1362, 1376, 1443, 1466, 1517 3424, 3434, 3442, 3443, 3444, 3550, 3560, 3561, 3562, 3665, 3666, 3669, 3670, 3689, 3695 |
| 24                                                                               | 30                             | Heves, Hősök tere                            | 47.9 km | 50.5 km | 1066, 1067, 1068, 1069, 1362, 1376, 1443, 1466, 1517 3424, 3434, 3442, 3443, 3550, 3560, 3561, 3562, 3665, 3666, 3670, 3689, 3695 |
| 25                                                                               | 31                             | Hevesvezekény, Fő út 78.                     | 54.7 km | 57.3 km | 3560 |
| 26                                                                               | 32                             | Hevesvezekény, községháza                    | 55.2 km | 57.8 km | 1066 3560 |
| 27                                                                               | 33                             | Hevesvezekény, Fő út 12.                     | 55.8 km | 58.4 km | 3560 |
| 28                                                                               | 34                             | Pélyi elágazás                               | 58.1 km | 60.7 km | 3560 |
| 29                                                                               | 35                             | Tarnaszentmiklós, újtelep                    | 59.3 km | 61.9 km | 3560 |
| 30                                                                               | 36                             | Tarnaszentmiklós, iskola                     | 60.0 km | 62.6 km | 3560 |
| 31                                                                               | 37                             | Tarnaszentmiklós, temető                     | 60.7 km | 63.3 km | 3560 |
| 32                                                                               | 38                             | Pély, faluszéle                              | 65.2 km | 67.8 km | 3560 |
| 33                                                                               | 39                             | Pély, faluközpont végállomás                 | 65.9 km | 68.5 km | 3560 |